# Anime năm 2021
| Anime theo năm |      |      |      |      |      |         |
| ...2018        | 2019 | 2020 | 2021 | 2022 | 2023 | 2024... |

Dưới đây là các sự kiện liên quan và danh sách anime (bao gồm anime truyền hình dài tập, phim anime chiếu rạp, ONA, OVA) được phát hành trong năm 2021.

## Phim điện ảnh
| Ngày công chiếu | Tựa đề                                                            | Hãng sản xuất                    | Đạo diễn                                                                      | Thời lượng (phút) | Ng     |
| --------------- | ----------------------------------------------------------------- | -------------------------------- | ----------------------------------------------------------------------------- | ----------------- | ------ |
| 1 tháng 1       | Gekijouban Seitokai Yakuindomo 2                                  | GoHands                          | Kanazawa Hiromitsu                                                            | 80                | [ 1 ]  |
| 8 tháng 1       | Gintama: The Very Final                                           | Bandai Namco Pictures            | Miyazaki Chizuru                                                              | 104               | [ 2 ]  |
| 8 tháng 1       | Thủy thủ Mặt Trăng Vĩnh hằng (phần 1)                             | Toei Animation Studio Deen       | Kon Chiaki                                                                    | 80                | [ 3 ]  |
| 16 tháng 1      | Natsume Yuujinchou: Ishi Okoshi to Ayashiki Raihousha             | Shuka                            | Omori Takahiro (tổng đạo diễn) Itō Gideki                                     | 51                | [ 4 ]  |
| 11 tháng 2      | Princess Principal: Crown Handler (phần 1)                        | Actas                            | Tachibana Masaki                                                              | 53                | [ 5 ]  |
| 11 tháng 2      | Thủy thủ Mặt Trăng Vĩnh hằng (phần 2)                             | Toei Animation Studio Deen       | Chiaki Kon                                                                    | 80                | [ 3 ]  |
| 26 tháng 2      | Tokyo 7th Sisters: Bokura wa Aozora ni Naru                       | LandQ Studios                    | Kitagawa Takayuki                                                             | 77                | [ 6 ]  |
| 5 tháng 3       | Aria the Crepuscolo                                               | J.C.Staff                        | Sato Junichi (tổng đạo diễn) Natori Takahiro                                  | 60                | [ 7 ]  |
| 8 tháng 3       | Evangelion: 3.0+1.0 Thrice Upon a Time                            | Studio Khara                     | Katsuichi Nakayame Kazuya Tsurumaki Mahiro Maeda                              | 155               | [ 8 ]  |
| 26 tháng 3      | Girls und Panzer Das Finale (phần 3)                              | Actas                            | Muzushima Tsutomu                                                             | 48                | [ 9 ]  |
| 16 tháng 4      | Thám tử lừng danh Conan: Viên đạn đỏ                              | TMS/V1Studio                     | Nagaoka Tomoka                                                                | 110               | [ 10 ] |
| 23 tháng 4      | BanG Dream! Episode of Roselia: Yakusoku                          | Sanzigen                         | Kakimoto Kōdai (tổng đạo diễn) Mimura Atsushi                                 | 77                | [ 11 ] |
| 15 tháng 5      | Fate/Grand Order: Thánh địa bàn tròn Camelot - Paladin: Agateram  | Production I.G                   | Arai Kazuto                                                                   | 96                | [ 12 ] |
| 4 tháng 6       | Knights of Sidonia: Ai Tsumugu Hoshi                              | Polygon Pictures                 | Seshita Hiroyuki (tổng đạo diễn) Yoshihira Tadahiro                           | 110               | [ 13 ] |
| 4 tháng 6       | Pompo: The Cinéphile                                              | CLAP                             | Hirao Takayuki                                                                | 90                | [ 14 ] |
| 4 tháng 6       | Revue Starlight the Movie                                         | Kinema Citrus                    | Fukurawa Tomohiro                                                             | 120               | [ 15 ] |
| 11 tháng 6      | Gyokō no Nikuko-san                                               | Studio 4°C                       | Watanabe Ayumu                                                                | 120               | [ 16 ] |
| 11 tháng 6      | Mobile Suit Gundam: Hathaway's Flash                              | Sunrise                          | Musare Shūkō                                                                  | 95                | [ 17 ] |
| 11 tháng 6      | Sayonara Watashi no Cramer First Touch                            | Liden Films                      | Takuno Seiki                                                                  | 104               | [ 18 ] |
| 25 tháng 6      | BanG Dream! Episode of Roselia: Song I am.                        | Sanzigen                         | Kakimoto Kōdai (tổng đạo diễn) Miura Atsushi                                  | 70                | [ 19 ] |
| 2 tháng 7       | Thất hình đại tội: Lời nguyền của ánh sáng                        | Studio Deen                      | Hamana Takayuki                                                               | 79                | [ 20 ] |
| 9 tháng 7       | Kakushigoto                                                       | Ajia-do Animation Works          | Murano Yūta                                                                   | 78                | [ 21 ] |
| 16 tháng 7      | Belle                                                             | Studio Chizu                     | Hosoda Mamoru                                                                 | 122               | [ 22 ] |
| 16 tháng 7      | Kud Wafter                                                        | J.C.Staff                        | Suzuki Kentarō                                                                | 40                | [ 23 ] |
| 22 tháng 7      | Từ ngữ nổi lên như bọt soda                                       | Signal.MD Sublimation            | Ishiguro Kyōhei                                                               | 90                | [ 24 ] |
| 30 tháng 7      | Crayon Shin-chan: Nazo Meki! Hana no Tenkasu Gakuen               | Shin-Ei Animation                | Takahashi Wataru                                                              | 112               | [ 25 ] |
| 30 tháng 7      | Fate/Grand Order: Shuukyoku Tokuiten - Kani Jikan Shinden Solomon | CloverWorks                      | Akai Toshifumi                                                                | 94                | [ 26 ] |
| 6 tháng 8       | Học viện anh hùng: Nhiệm vụ giải cứu thế giới                     | Bones                            | Nagasaki Kenji                                                                | 104               | [ 27 ] |
| 20 tháng 8      | BanG Dream! Film Live 2nd Stage                                   | Sanzigen                         | Umetsu Tomomi                                                                 | 84                | [ 28 ] |
| 20 tháng 8      | Kin-iro Mosaic: Thank You!!                                       | Studio Gokumi AXsiZ              | Nawa Munenori                                                                 | 82                | [ 29 ] |
| 27 tháng 8      | Fate/kaleid liner Prisma Illya: Licht - Namae no Nai Shoujo       | Silver Link                      | Oonuma Shin                                                                   | 95                | [ 30 ] |
| 27 tháng 8      | Misaki no Mayoiga                                                 | David Production                 | Kawatsura Shin'ya                                                             | 100               | [ 31 ] |
| 9 tháng 9       | Inu-Ou                                                            | Science SARU                     | Yuasa Misaaki                                                                 | 98                | [ 32 ] |
| 17 tháng 9      | Free! the Final Stroke - the First Volume                         | Kyoto Animation                  | Kawakami Eisaku                                                               | 86                | [ 33 ] |
| 23 tháng 9      | Princess Principal: Crow Handler (phần 2)                         | Actas                            | Tachibana Masaki                                                              | 53                | [ 34 ] |
| 8 tháng 10      | Kamiari no Kodomo                                                 | Liden Films                      | Sakamoto Kazuya                                                               | 99                | [ 35 ] |
| 8 tháng 10      | Gekijōban Macross Delta: Zettai LIVE!!!!!!                        | Satelight                        | Kawamori Shōji                                                                | 124               | [ 36 ] |
| 8 tháng 10      | Uchū Senkan Yamato 2205: Aratanaru Tabidachi: Zensho -TAKE OFF-   | Satelight                        | Yasuda Kenji                                                                  | 103               | [ 37 ] |
| 9 tháng 10      | Dakaretai Otoko 1-i ni Odosarete Imasu. Spain-hen                 | CloverWorks                      | Tatsuwa Naoyuki                                                               | 78                | [ 38 ] |
| 12 tháng 10     | Chiếc đũa quyền năng: Linh hồn samurai                            | Arect                            | Ishiguro Kyōhei                                                               | 80                | [ 39 ] |
| 29 tháng 10     | Ai no utagoe o kikasete                                           | J.C.Staff                        | Yoshiura Yasuhiro                                                             | 108               | [ 40 ] |
| 30 tháng 10     | Sword Art Online: Progressive - Khúc độc tấu trong đêm vắng sao   | A-1 Pictures                     | Kōno Ayana                                                                    | 97                | [ 41 ] |
| 5 tháng 11      | Sumikko Gurashi: Aoi Tsukiyo no Mahō no Ko                        | Fanworks                         | Omori Takahiro                                                                | 65                | [ 42 ] |
| 12 tháng 11     | Vỏ bọc ma: SAC_2045 - Chiến tranh thường kỳ                       | Production I.G Sola Digital Arts | Kamiyama Kenji (tổng đạo diễn) Aramaki Shinji (tổng đạo diễn) Fujii Michihito | 118               | [ 43 ] |
| 12 tháng 11     | Summer Ghost                                                      | Flat Studio                      | loundraw                                                                      | 40                | [ 44 ] |
| 19 tháng 11     | Gekijōban Argonavis: Ryūsei no Obligato                           | Sanzigen                         | Morikawa Shigeru                                                              | 89                | [ 45 ] |
| 26 tháng 11     | Eureka - Eureka Seven: Hi-Evolution                               | Bones                            | Kyoda Tomoki                                                                  | 116               | [ 46 ] |
| 3 tháng 12      | Aria the Benedizione                                              | J.C.Staff                        | Sato Junichi (tổng đạo diễn) Natori Takahiro                                  | 60                | [ 47 ] |
| 3 tháng 12      | Hula Fulla Dance                                                  | Bandai Namco Pictures            | Mizushima Seiji (tổng đạo diễn) Watada Shinya                                 | 109               | [ 48 ] |
| 10 tháng 12     | Sayonara, Tyranno                                                 | Tezuka Productions               | Shizuno Kōbun                                                                 |                   | [ 49 ] |
| 24 tháng 12     | Jujutsu Kaisen 0                                                  | MAPPA                            | Park Sunghoo                                                                  | 105               | [ 50 ] |
| 31 tháng 12     | Sorairo Utility                                                   | Yostar Pictures                  | Saitō Kengo                                                                   | 14                | [ 51 ] |
| 31 tháng 12     | The Irregular at Magic High School: Reminiscence Arc              | Eight Bit                        | Yoshida Risako                                                                | 71                | [ 52 ] |

## Phim truyền hình

### Tháng 1 – tháng 3
| Ngày phát sóng                | Tựa đề                                                                          | Hãng sản xuất                 | Đạo diễn                           | Số tập | Tựa đề gốc                               | Ng            |
| ----------------------------- | ------------------------------------------------------------------------------- | ----------------------------- | ---------------------------------- | ------ | ---------------------------------------- | ------------- |
| 4 tháng 1 – 22 tháng 3        | Urasekai Picnic                                                                 | Liden Films Felix Film        | Satō Takuya                        | 12     |                                          | [ 53 ]        |
| 4 tháng 1 – 22 tháng 3        | Nếu như thiếu niên ở ngôi làng ngay trước Last Dungeon chuyển tới Thành Tân Thủ | Liden Films                   | migmi                              | 12     |                                          | [ 54 ]        |
| 5 tháng 1 – 23 tháng 3        | Gekidol                                                                         | Hoods Entertainment           | Ueda Shigeru                       | 12     |                                          | [ 55 ]        |
| 5 tháng 1 – 30 tháng 3        | Uma Musume Pretty Derby (mùa 2)                                                 | Studio Kai                    | Oikawa Kei                         | 13     |                                          | [ 56 ]        |
| 6 tháng 1 – 24 tháng 3        | I-Chu: Halfway Through the Idol                                                 | Lay-duce                      | Nanba Hitoshi                      | 12     |                                          | [ 57 ]        |
| 6 tháng 1 – 24 tháng 3        | Bắt đầu lại từ con số 0 tại thế giới khác (mùa 2, phần 2)                       | White Fox                     | Watanabe Masaharu                  | 12     | Re:Zero kara Hajimeru Isekai Seikatsu    | [ 58 ]        |
| 7 tháng 1 – 25 tháng 3        | Beastars (mùa 2)                                                                | Orange                        | Matsumi Shin'ichi                  | 12     |                                          | [ 59 ]        |
| 7 tháng 1 – 25 tháng 3        | Tenchi Sōzō Dezain-bu                                                           | Asahi Production              | Sōichi Masui                       | 12     |                                          | [ 60 ]        |
| 7 tháng 1 – 25 tháng 3        | Hortensia Saga                                                                  | Liden Films                   | Nishikata Yasuto                   | 12     |                                          | [ 61 ]        |
| 7 tháng 1 – 1 tháng 4         | Yuru Camp (mùa 2)                                                               | C-Station                     | Yoshiaki Kyōgoku                   | 13     |                                          | [ 62 ]        |
| 7 tháng 1 – 25 tháng 3        | LBX Girls                                                                       | Studio A-Cat                  | Motonaga Keitago                   | 12     |                                          | [ 63 ]        |
| 7 tháng 1 – 25 tháng 3        | Show by Rock!! Stars!!                                                          | Kinema Citrus                 | Ikezoe Takahiro Yamagishi Daigo    | 12     |                                          | [ 64 ]        |
| 8 tháng 1 – 26 tháng 3        | 2.43: Seiin Kōkō Danshi Volley-bu                                               | David Production              | Kimura Yasuhiro                    | 12     |                                          | [ 65 ]        |
| 8 tháng 1 – 26 tháng 3        | Jaku-chara Tomozaki-kun                                                         | Project No.9                  | Yanagi Shinsuke                    | 12     |                                          | [ 66 ]        |
| 8 tháng 1 – 12 tháng 3        | Idolls!                                                                         | Shin-Ei Animation             | Nakano Shōta                       | 10     |                                          | [ 67 ]        |
| 8 tháng 1 – 3 tháng 7         | Tôi là nhện đấy, có sao không?                                                  | Millepensee                   | Itagaki Shin                       | 24     | Kumo desu ga, Nani ka?                   | [ 68 ]        |
| 8 tháng 1 – 26 tháng 3        | Miền đất hứa (mùa 2)                                                            | CloverWorks                   | Kanbe Mamoru                       | 11     | Yakusoku no Neverland                    | [ 69 ]        |
| 8 tháng 1 – 26 tháng 3        | Gotoubun no Hanayome ∬                                                          | Bibury Animation Studios      | Kaori                              | 12     |                                          | [ 70 ]        |
| 9 tháng 1 – 19 tháng 6        | Back Arrow                                                                      | Studio VOLN                   | Taniguchi Gorō                     | 24     |                                          | [ 71 ]        |
| 9 tháng 1 – 27 tháng 2        | Hataraku Saibō!!                                                                | David Production              | Oruga Hirofumi                     | 8      |                                          | [ 72 ]        |
| 9 tháng 1 – 3 tháng 4         | Project Scard: Scar on the Praeter                                              | GoHands                       | Suzuki Shingo                      | 13     |                                          | [ 73 ]        |
| 9 tháng 1 – 27 tháng 3        | Ore Dake Haireru Kakushi Dungeon                                                | Okuruto Noboru                | Kenta Ōnishi                       | 12     |                                          | [ 74 ]        |
| 9 tháng 1 – 27 tháng 3        | WIXOSS Diva(A)Live                                                              | J.C.Staff                     | Matsune Masato                     | 12     |                                          | [ 75 ]        |
| 10 tháng 1 – 21 tháng 3       | Hataraku Saibō! Black                                                           | Liden Films                   | Yamamoto Hideyo                    | 13     |                                          | [ 76 ]        |
| 10 tháng 1 – 28 tháng 3       | Kaibyōi Ramune                                                                  | Platinum Vision               | Boa Hideaki                        | 12     |                                          | [ 77 ]        |
| 10 tháng 1 – 4 tháng 4        | Horimiya                                                                        | CloverWorks                   | Ishihama Masashi                   | 13     |                                          | [ 78 ]        |
| 10 tháng 1 – 28 tháng 3       | Idoly Pride                                                                     | Lerche                        | Kinome Yū                          | 12     |                                          | [ 79 ]        |
| 10 tháng 1 – 28 tháng 3       | Kemono Jihen                                                                    | Ajia-do Animation Works       | Fujimori Masaya                    | 12     |                                          | [ 80 ]        |
| 10 tháng 1 – 4 tháng 4        | SK8 the Infinity                                                                | Bones                         | Utsumi Hiroko                      | 12     |                                          | [ 81 ]        |
| 10 tháng 1 – 28 tháng 3       | Skate-Leading Stars                                                             | J.C.Staff                     | Taniguchi Gorō Fukushima Toshinori | 12     |                                          | [ 82 ]        |
| 10 tháng 1 – 4 tháng 4        | World Trigger (mùa 2)                                                           | Toei Animation                | Hatano Morio                       | 13     |                                          | [ 83 ]        |
| 10 tháng 1 – 28 tháng 3       | Yatogame-chan Kansatsu Nikki (mùa 3)                                            | Saetta                        | Hirasawa Hisayoshi                 | 12     |                                          | [ 84 ]        |
| 11 tháng 1 – 29 tháng 3       | Ex-Arm                                                                          | Visual Flight                 | Kimura Yoshikatsu                  | 12     |                                          | [ 85 ]        |
| 11 tháng 1 – 22 tháng 3       | Thất nghiệp chuyển sinh (phần 1)                                                | Studio Bind                   | Okamoto Manabu                     | 11     | Mushoku Tensei: Isekai Ittara Honki Dasu | [ 86 ]        |
| 11 tháng 1 – 29 tháng 3       | Non Non Biyori Nonstop                                                          | Silver Link                   | Kawatsura Shin'ya                  | 12     |                                          | [ 87 ]        |
| 12 tháng 1 – 30 tháng 3       | Azur Lane: Bisoku Zenshin!                                                      | CANDYBOX Yostar Pictures      | Jinbo Masato                       | 12     |                                          | [ 88 ]        |
| 12 tháng 1 – 30 tháng 3       | Lúc đó tôi đã chuyển sinh thành Slime (mùa 2, phần 1)                           | 8bit                          | Nakayama Atsushi                   | 12     | Tensei Shitara Slime Datta Ken           | [ 89 ]        |
| 12 tháng 1 – 30 tháng 3       | Shin Chūka Ichiban (mùa 2)                                                      | NAS                           | Kawasaki Itsuro                    | 12     |                                          | [ 90 ]        |
| 13 tháng 1 – 31 tháng 3       | Bungo Stray Dogs Wan!                                                           | Bones Nomad                   | Kikuchi Satonobu                   | 12     |                                          | [ 91 ]        |
| 13 tháng 1 – 31 tháng 3       | Log Horizon: Entaku Hōkai                                                       | Studio Deen                   | Ishihira Shinji                    | 12     |                                          | [ 92 ]        |
| 13 tháng 1 – 31 tháng 3       | Kaifuku Jutsushi no Yarinaoshi                                                  | TNK                           | Asaoka Takuya                      | 12     |                                          | [ 93 ]        |
| 13 tháng 1 – 23 tháng 6       | Nanatsu no Taizai: Fundo no Shinpan                                             | Studio Deen Marvy Jack        | Nishizawa Susumu                   | 24     |                                          | [ 94 ]        |
| 13 tháng 1 – 31 tháng 3       | Wonder Egg Priority                                                             | CloverWorks                   | Wakabayashi Shin                   | 12     |                                          | [ 95 ]        |
| 13 tháng 1 – 31 tháng 3       | World Witches Hasshin Shimasu!                                                  | acca effe Giga Production     | Ito Fumio                          | 12     |                                          | [ 96 ] [ 97 ] |
| 14 tháng 1 – 25 tháng 3       | Dr. Stone: Stone Wars                                                           | TMS/8PAN                      | Iino Shinya                        | 11     |                                          | [ 98 ]        |
| 20 tháng 1 – 31 tháng 3       | Majutsushi Orphen Hagure Tabi: Kimluck-hen                                      | Studio Deen                   | Hamana Takayuki                    | 11     |                                          | [ 99 ]        |
| 5 tháng 2 – 30 tháng 7        | D4DJ Petit Mix                                                                  | DMM.futureworks W-Toon Studio | Miyajima Seiya                     | 26     |                                          | [ 100 ]       |
| 25 tháng 2 – 27 tháng 1, 2022 | Maiko-san chi no Makanai-san                                                    | J.C.Staff                     | Suzuki Yōhei                       | 12     |                                          | [ 101 ]       |
| 28 tháng 2 – 30 tháng 1, 2022 | Tropical-Rouge! Pretty Cure                                                     | Toei Animation                | Tsuchida Yutaka                    | 46     |                                          | [ 102 ]       |
| 27 tháng 3 – 25 tháng 9       | Học viện siêu anh hùng (mùa 5)                                                  | Bones                         | Nagasaki Kenji                     | 25     | Boku no Hero Academia 5                  | [ 103 ]       |

### Tháng 4 – tháng 6
| Ngày phát sóng                | Tựa đề                                                    | Hãng sản xuất                     | Đạo diễn                                          | Số tập | Tựa đề gốc                                                                     | Ng      |
| ----------------------------- | --------------------------------------------------------- | --------------------------------- | ------------------------------------------------- | ------ | ------------------------------------------------------------------------------ | ------- |
| 1 tháng 4 – 24 tháng 6        | Godzilla Singular Point                                   | Bones Orange                      | Takahashi Atsushi                                 | 13     |                                                                                | [ 104 ] |
| 1 tháng 4 – 21 tháng 4, 2022  | Shaman King                                               | Bridge                            | Furuta Joji                                       | 52     |                                                                                | [ 105 ] |
| 2 tháng 4 – 18 tháng 6        | SSSS.Dynazenon                                            | Trigger                           | Amemiya Akira                                     | 12     |                                                                                | [ 106 ] |
| 3 tháng 4 – 21 tháng 6        | Yakunara Mug Cup mo                                       | Nippon Animation                  | Kamiya Jun                                        | 12     |                                                                                | [ 107 ] |
| 3 tháng 4 – 19 tháng 6        | Shakunetsu Kabaddi                                        | TMS Entertainment                 | Ichikawa Kazuya                                   | 12     |                                                                                | [ 108 ] |
| 3 tháng 4 – 19 tháng 6        | Mashiro no Oto                                            | Shin-Ei Animation                 | Hiroaki Akagi                                     | 12     |                                                                                | [ 109 ] |
| 3 tháng 4 – 19 tháng 6        | Vivy: Fluorite Eye's Song                                 | Wit Studio                        | Ezaki Shinpei                                     | 13     |                                                                                | [ 110 ] |
| 4 tháng 4 – 20 tháng 6        | Chiến binh sẽ được phái đi!                               | J.C.Staff                         | Hiroaki Akagi                                     | 12     | Sentōin, Hakenshimasu!                                                         | [ 111 ] |
| 4 tháng 4 – 20 tháng 6        | Dragon, Ie o Kau                                          | Signal.MD                         | Kasugamori Haruki                                 | 12     |                                                                                | [ 112 ] |
| 4 tháng 4 – 27 tháng 6        | Sayonara Watashi no Kuramā                                | Liden Films                       | Takuno Seiki                                      | 13     |                                                                                | [ 113 ] |
| 4 tháng 4 – 27 tháng 6        | Nomad: Megalo Box 2                                       | TMS/3xCube                        | Yō Moriyama                                       | 13     |                                                                                | [ 114 ] |
| 4 tháng 4 – 27 tháng 6        | Nhà ái quốc Moriarty (phần 2)                             | Production I.G                    | Nomura Kazuya                                     | 13     | Yūkoku no Moriarty                                                             | [ 115 ] |
| 5 tháng 4 – 28 tháng 6        | Cạo râu xong, tôi nhặt gái về nhà                         | Project No.9                      | Kamikita Manabu                                   | 12     | Hige o Soru. Soshite Joshi Kōsei o Hirō.                                       | [ 116 ] |
| 5 tháng 4 – 24 tháng 5        | Kuro-Gyaru ni Natta Kara Shinyū to Shite Mita             | Irawiasu                          | Chokkō                                            | 8      |                                                                                | [ 117 ] |
| 5 tháng 4 – 21 tháng 6        | Koikimo                                                   | Nomad                             | Nakayama Naomi                                    | 12     |                                                                                | [ 118 ] |
| 5 tháng 4 – 21 tháng 6        | Seven Knights Revolution: Người kế tục của anh hùng       | Liden Films DOMERICA              | Ichikawa Kazuya                                   | 12     | Seven Knights Revolution                                                       | [ 119 ] |
| 6 tháng 4 – 29 tháng 6        | Mars Red                                                  | Signal.MD                         | Hatano Kouhei                                     | 13     |                                                                                | [ 120 ] |
| 6 tháng 4 – 29 tháng 6        | Odd Taxi                                                  | P.I.C.S. OLM                      | Kinoshita Baku                                    | 13     |                                                                                | [ 121 ] |
| 6 tháng 4 – 29 tháng 6        | Fruits Basket: The Final                                  | TMS/8PAN                          | Yoshihide Ibata                                   | 13     |                                                                                | [ 122 ] |
| 6 tháng 4 – 22 tháng 6        | Seijo no Maryoku wa Bannō Desu                            | Diomedéa                          | Ihata Shōta                                       | 12     |                                                                                | [ 123 ] |
| 6 tháng 4 – 29 tháng 6        | Iii Icecrin                                               | Shin-Ei Animation TIA             | Matsumura Juri                                    | 12     |                                                                                | [ 124 ] |
| 6 tháng 4 – 22 tháng 6        | Lúc đó tôi đã chuyển sinh thành Slime: Nhật ký của Rimuru | 8bit                              | Ikuhara Yuji                                      | 12     | Tensura Nikki: Tensei Shitara Slime Datta Ken                                  | [ 89 ]  |
| 7 tháng 4 – 23 tháng 6        | Full Dive                                                 | ENGI                              | Miura Kazuya                                      | 12     |                                                                                | [ 125 ] |
| 7 tháng 4 – 23 tháng 6        | Joran: The Princess of Snow and Blood                     | Bakken Record                     | Kudo Susumu                                       | 12     |                                                                                | [ 126 ] |
| 7 tháng 4 – 23 tháng 6        | Super Cub                                                 | Studio Kai                        | Fujii Toshiro                                     | 12     |                                                                                | [ 127 ] |
| 8 tháng 4 – 24 tháng 6        | Fairy Ranmaru                                             | Studio Comet                      | Kobayashi Kōsuke Hishida Masakazu                 | 12     |                                                                                | [ 128 ] |
| 8 tháng 4 – 24 tháng 6        | Zombie Land Saga Revenge                                  | MAPPA                             | Sakai Munehisa                                    | 12     |                                                                                | [ 129 ] |
| 9 tháng 4 – 11 tháng 6        | Bakuten!!                                                 | Zexcs                             | Kuroyanagi Toshisama                              | 12     |                                                                                | [ 130 ] |
| 9 tháng 4 – 5 tháng 6         | Isekai maō to shōkan shōjo no dorei majutsu Ω             | Tezuka Productions Okuruto Noboru | Kuwabara Satoshi                                  | 10     |                                                                                | [ 131 ] |
| 9 tháng 4 – nay               | Shinkansen Henkei Robo Shinkalion Z                       | OLM                               | Ikezoe Takahiro (tổng đạo diễn) Yamaguchi Kentarō |        |                                                                                | [ 132 ] |
| 10 tháng 4 – 25 tháng 9       | Blue Reflection Ray                                       | J.C.Staff                         | Yoshida Rikasho                                   | 24     |                                                                                | [ 133 ] |
| 10 tháng 4 – 26 tháng 6       | Diệt Slime suốt 300 năm, tôi level MAX lúc nào chẳng hay  | Revoroot                          | Kimura Nobukage                                   | 12     | Suraimu Taoshite Sanbyaku-nen, Shiranai Uchi ni Reberu Makkusu ni Nattemashita | [ 134 ] |
| 10 tháng 4 – 26 tháng 6       | Subarashiki Kono Sekai: The Animation                     | DOMERICA Shin-Ei Animation        | Ichikawa Kazuya                                   | 12     |                                                                                | [ 135 ] |
| 10 tháng 4 – 26 tháng 6       | Yūki Yūna wa Yūsha de Aru Churutto!                       | DMM.futureworks W-Toon Studio     | Miyajima Seiya                                    | 12     |                                                                                | [ 136 ] |
| 11 tháng 4 – 27 tháng 6       | Battle Athletes Daiundoukai ReSTART!                      | Seven                             | Sasaki Tokihiro                                   | 12     |                                                                                | [ 137 ] |
| 11 tháng 4 – 19 tháng 3, 2022 | 86                                                        | A-1 Pictures                      | Ishii Toshimasa                                   | 23     |                                                                                | [ 138 ] |
| 11 tháng 4 – 27 tháng 6       | Ijiranaide, Nagatoro-san                                  | Telecom Animation Film            | Hanai Hirokazu                                    | 12     |                                                                                | [ 139 ] |
| 11 tháng 4 – 1 tháng 10       | Edens Zero                                                | J.C.Staff                         | Ishihira Shinji (tổng đạo diễn) Suzuki Yūshi      | 25     |                                                                                | [ 140 ] |
| 11 tháng 4 – nay              | Mewkledreamy Mix!                                         | J.C.Staff                         | Sakurai Hiroaki                                   |        |                                                                                | [ 141 ] |
| 11 tháng 4 – 27 tháng 6       | Bishōnen Tanteidan                                        | Shaft                             | Shinbo Akiyuki (tổng đạo diễn) Ooitani Hajime     | 12     |                                                                                | [ 142 ] |
| 11 tháng 4 — 4 tháng 7        | Shadows House (mùa 1)                                     | CloverWorks                       | Ohashi Kazuki                                     | 13     |                                                                                | [ 143 ] |
| 11 tháng 4 — 19 tháng 9       | Tokyo Revengers                                           | Liden Films                       | Hatsumi Koichi                                    | 24     |                                                                                | [ 144 ] |
| 12 tháng 4 – 28 tháng 6       | Itazuraguma no Gloomy                                     | NAZ                               | Kubota Takehiro                                   | 12     |                                                                                | [ 145 ] |
| 12 tháng 4 – 30 tháng 8       | Gửi em, người bất tử                                      | Brain's Base                      | Murata Masahiko                                   | 20     | Fumetsu no Anata e                                                             | [ 146 ] |
| 14 tháng 4 – 30 tháng 6       | Câu chuyện tình bi hài về bạn thời thơ ấu sẽ không thua   | Doga Kobo                         | Naoya Takashi                                     | 12     | Osananajimi ga Zettai ni Makenai Rabu Kome                                     | [ 147 ] |
| 15 tháng 4 – 24 tháng 6       | Cestvs: The Roman Fighter                                 | Bandai Namco Pictures Logic&Magic | Kawase Toshifumi Monma Kazuya                     | 11     |                                                                                | [ 148 ] |
| 17 tháng 4 — 11 tháng 9       | Vào Ma Giới rồi đấy! Iruma-kun (mùa 2)                    | Bandai Namco Pictures             | Moriwaki Makoto                                   | 21     | Mairimashita! Iruma-kun                                                        | [ 149 ] |
| 29 tháng 6                    | Wonder Egg Priority (tập đặc biệt)                        | CloverWorks                       | Shin Wakabayashi                                  | 1      |                                                                                | [ 150 ] |

### Tháng 7 – tháng 9
| Ngày phát sóng           | Tựa đề                                                                             | Hãng sản xuất                | Đạo diễn                                                   | Số tập | Tựa đề gốc                     | Ng      |
| ------------------------ | ---------------------------------------------------------------------------------- | ---------------------------- | ---------------------------------------------------------- | ------ | ------------------------------ | ------- |
| 1 tháng 7 — 30 tháng 9   | Higurashi no Naku Koro ni SOTSU                                                    | Passione                     | Kawaguchi Keiichiro                                        | 15     |                                | [ 151 ] |
| 1 tháng 7 — 16 tháng 9   | Peach Boy Riverside                                                                | Asahi Production             | Shigeru Ueda                                               | 12     |                                | [ 152 ] |
| 1 tháng 7 — nay          | Scarlet Nexus                                                                      | Sunrise                      | Nishimura Hiroyuki                                         | 26     |                                | [ 153 ] |
| 3 tháng 7 — 18 tháng 9   | Có bạn gái, lại thêm bạn gái                                                       | Tezuka Productions           | Kuwabara Satoshi                                           | 12     | Kanojo mo Kanojo               | [ 154 ] |
| 3 tháng 7 — 18 tháng 9   | Otome Gēmu no Hametsu Furagu Shika Nai Akuyaku Reijō ni Tensei Shite Shimatta... X | Silver Link                  | Inoue Keisuke                                              | 12     |                                | [ 155 ] |
| 3 tháng 7 — 18 tháng 9   | Tôi là Tsushima                                                                    | Fanworks Space Neko Company  | Aoki Jun                                                   | 12     | Ore, Tsushima                  | [ 156 ] |
| 3 tháng 7 — 25 tháng 9   | Bokutachi no Remake                                                                | Feel                         | Kobayashi Tomoki                                           | 12     |                                | [ 157 ] |
| 3 tháng 7 — 18 tháng 9   | Hồi kí Vanitas (phần 1)                                                            | Bones                        | Itamura Tomoyuki                                           | 12     | Vanitasu no Carte              | [ 158 ] |
| 3 tháng 7 — 25 tháng 9   | Mahōka kōkō no yūtōsei                                                             | Connect                      | Tachibana Hideki                                           | 13     | Mahōka Kōkō no Yūtōsei         | [ 159 ] |
| 4 tháng 7 – 19 tháng 9   | Thám tử đã chết                                                                    | ENGI                         | Kurihara Manabu                                            | 12     | Tantei wa Mō, Shinde Iru.      | [ 160 ] |
| 4 tháng 7 – 26 tháng 9   | Getter Robo Arc                                                                    | Bee Media Studio A-Cat       | Kawagoe Jun                                                | 13     |                                | [ 161 ] |
| 4 tháng 7 – 26 tháng 9   | Genjitsushugi Yūsha no Ōkoku Saikenki                                              | J.C.Staff                    | Watanabe Takashi                                           | 13     |                                | [ 162 ] |
| 4 tháng 7 – 26 tháng 9   | Idolish7: Third Beat! (phần 1)                                                     | Troyca                       | Bessho Makoto                                              | 13     |                                | [ 163 ] |
| 4 tháng 7 – 26 tháng 9   | Kageki Shoujo!!                                                                    | Pine Jam                     | Yoneda Kazuhiro                                            | 13     |                                | [ 164 ] |
| 4 tháng 7 – 3 tháng 10   | Re-Main                                                                            | MAPPA                        | Nishida Masafumi Matsuda Kiyoshi                           | 12     |                                | [ 165 ] |
| 4 tháng 7 – 19 tháng 9   | Shinigami bocchan to kuro maid                                                     | J.C.Staff                    | Yamakawa Yoshiki                                           | 12     |                                | [ 166 ] |
| 5 tháng 7 – 23 tháng 8   | Yubisaki kara honki no netsujō 2: Koibito wa shōbōshi                              | Studio Hōkiboshi             | Watase Toshihiro                                           | 8      |                                | [ 167 ] |
| 6 tháng 7 – 28 tháng 9   | Uramichi Oniisan                                                                   | Studio Blanc                 | Nagayama Nobuyoshi                                         | 13     |                                | [ 168 ] |
| 6 tháng 7 – 21 tháng 9   | Lúc đó tôi đã chuyển sinh thành Slime (mùa 2, phần 2)                              | 8bit                         | Atsushi Nakayama                                           | 12     | Tensei Shitara Slime Datta Ken | [ 89 ]  |
| 6 tháng 7 – 21 tháng 9   | Seirei Gensōki                                                                     | TMS Entertainment            | Yamasaki Osamu                                             | 12     |                                | [ 169 ] |
| 7 tháng 7 – 22 tháng 9   | Cheat Kusushi no Slow Life: Isekai ni Tsukurō Drugstore                            | EMT Squared                  | Sato Masafumi                                              | 12     |                                | [ 170 ] |
| 7 tháng 7 – 29 tháng 12  | Tsukipro the Animation (mùa 2)                                                     | PRA                          | Kimiya Shigeru                                             | 13     |                                | [ 171 ] |
| 7 tháng 7 – 22 tháng 9   | Tsuki ga michibiku isekai dōchū                                                    | C2C                          | Ishihira Shinji                                            | 12     |                                | [ 172 ] |
| 8 tháng 7 – 23 tháng 9   | Kobayashi Chi no Maid Dragon S                                                     | Kyoto Animation              | Tatsuya Ishihara Yasuhiro Takemoto                         | 10     |                                | [ 173 ] |
| 9 tháng 7 – 17 tháng 12  | Cát trắng Aquatope                                                                 | P.A.Works                    | Shinohara Toshiya                                          | 24     | Shiroi suna no Aquatope        | [ 174 ] |
| 9 tháng 7 – 24 tháng 9   | Meikyū Black Company                                                               | Silver Link                  | Mirai Minato                                               | 12     |                                | [ 175 ] |
| 10 tháng 7 – 2 tháng 10  | D_CIDE TRAUMEREI the Animation                                                     | Sanzigen                     | Kon Yoshikazu                                              | 13     |                                | [ 176 ] |
| 10 tháng 7 – 25 tháng 9  | 100-Man no inochi no ue ni ore wa tatteiru (mùa 2)                                 | Maho Film                    | Habara Kumiko                                              | 12     |                                | [ 177 ] |
| 11 tháng 7 – 17 tháng 10 | Love Live! Superstar!!                                                             | Sunrise                      | Kyogoku Takahiro                                           | 12     |                                | [ 178 ] |
| 13 tháng 7 – 28 tháng 9  | Trận chiến bắt đầu trong 5 giây                                                    | SynergySP Vega Entertainment | Naito Meigo Arai Nobuyoshi                                 | 12     | Deatte 5-byō de Battle         | [ 179 ] |
| 14 tháng 7 – 15 tháng 9  | Megami-ryou no ryoubo-kun                                                          | Asread                       | Nakashige Shunsuke                                         | 10     |                                | [ 180 ] |
| 15 tháng 7 – 30 tháng 9  | Night Head 2041                                                                    | Shirogumi                    | Takamitsu Hirakawa                                         | 12     |                                | [ 181 ] |
| 16 tháng 7 – 1 tháng 10  | Sonny Boy                                                                          | Madhouse                     | Natsume Shingo                                             | 12     |                                | [ 182 ] |
| 23 tháng 7 – 1 tháng 10  | Heion sedai no Idaten-tachi                                                        | MAPPA                        | Kidokoro Seimei                                            | 11     |                                | [ 183 ] |
| 1 tháng 8 – 26 tháng 9   | Mahō shōjo madoka Magica gaiden – Kakusei zenya                                    | Shaft                        | Gekidan Inu Curry (Doroinu) Miyamoto Yukihiro              | 8      |                                | [ 184 ] |
| 1 tháng 8 – 19 tháng 12  | Jahy-sama wa Kujikenai!                                                            | Silver Link                  | Mirai Minato                                               | 20     |                                | [ 185 ] |
| 15 tháng 8 – 24 tháng 10 | Kaizoku Ōjo                                                                        | Production I.G               | ToyGerPROJECT Nakazawa Kazuto Takahashi Tetsuya Fujii Saki | 12     |                                | [ 186 ] |

### Tháng 10 – tháng 12
| Ngày phát sóng                 | Tựa đề                                                                                                | Hãng sản xuất                           | Đạo diễn                                              | Số tập | Tựa đề gốc                                              | Ng      |
| ------------------------------ | --- | --------------------------------------- | ----------------------------------------------------- | ------ | ------------------------------------------------------- | ------- |
| 1 tháng 10 – 17 tháng 12       | Kimi to Fit Boxing                                                                                    | Imagineer Story Effect                  | Morita Junpei                                         | 12     |                                                         | [ 187 ] |
| 1 tháng 10 – 26 tháng 11       | Maō Evelogia ni mi o sasage yo                                                                        | Studio Hōkiboshi                        | Nagi Sanae                                            | 9      |                                                         | [ 188 ] |
| 1 tháng 10 – 24 tháng 12       | Megaton-kyuu Musashi                                                                                  | OLM                                     | Hihi Akihiro (tổng đạo diễn) Takahashi Shigeharu      | 13     |                                                         | [ 189 ] |
| 1 tháng 10 – 17 tháng 12       | Selection Project                                                                                     | Doga Kobo                               | Hiramaki Daisuke                                      | 13     |                                                         | [ 190 ] |
| 1 tháng 10 – 18 tháng 12       | Yakunara Mug Cup mo: Niban Kamo                                                                       | Nippon Animation                        | Kamiya Jun                                            | 12     |                                                         | [ 191 ] |
| 2 tháng 10 – 18 tháng 12       | Blue Period                                                                                           | Seven Arcs                              | Masunari Koji (tổng đạo diễn) Asano Katsuya           | 12     |                                                         | [ 192 ] |
| 2 tháng 10 – 18 tháng 12       | "Deji" Meets Girl                                                                                     | Liden Films                             | Tazawa Ushio                                          | 12     |                                                         | [ 193 ] |
| 2 tháng 10 – 26 tháng 3, 2022  | Hanyō no Yashahime: Ni no Shō                                                                         | Sunrise                                 | Sato Teruo                                            | 24     |                                                         | [ 194 ] |
| 2 tháng 10 – 18 tháng 12       | Isekai Shokudō (mùa 2)                                                                                | OLM                                     | Jinbo Masato                                          | 12     |                                                         | [ 195 ] |
| 2 tháng 10 – 18 tháng 12       | Yūki Yūna wa Yūsha de Aru: Dai-Mankai no Shō                                                          | Studio Gokumi                           | Kishi Seiji                                           | 12     |                                                         | [ 196 ] |
| 3 tháng 10 – 26 tháng 3, 2023  | Digimon Ghost Game                                                                                    | Toei Animation                          | Chioka Kimitoshi, Mitsuka Masato                      | 68     |                                                         | [ 197 ] |
| 3 tháng 10 – 19 tháng 12       | Mierukochan - Cô gái có thể nhìn thấy "chúng"                                                         | Passione                                | Ogawa Yuki                                            | 12     | Mieruko-chan                                            | [ 198 ] |
| 3 tháng 10 – 19 tháng 12       | Muteking the Dancing Hero                                                                             | Tatsunoko Production Tezuka Productions | Takahashi Ryōsuke (tổng đạo diễn) Satō Yūzō           | 12     |                                                         | [ 199 ] |
| 3 tháng 10 – 19 tháng 12       | Sankaku mado no sotogawa wa yoru                                                                      | Zero-G                                  | Iwanaga Daiji Yasuda Yoshitaka                        | 12     |                                                         | [ 200 ] |
| 3 tháng 10 – 26 tháng 12       | Tesla Note                                                                                            | Gambit                                  | Fukuda Michio                                         | 13     |                                                         | [ 201 ] |
| 3 tháng 10 – 6 tháng 10, 2022  | Wacchi PriMagi                                                                                        | Tatsunoko Production Dongwoo A&E        | Sato Junichi (tổng đạo diễn) Kobayashi Kōsuke         | 51     |                                                         | [ 202 ] |
| 4 tháng 10 – 20 tháng 12       | Kyūketsuki sugu shinu                                                                                 | Madhouse                                | Kōjina Hiroshi                                        | 12     |                                                         | [ 203 ] |
| 4 tháng 10 – 20 tháng 12       | Thất nghiệp chuyển sinh (phần 2)                                                                      | Studio Bind                             | Okamoto Manabu                                        | 12     | Mushoku Tensei: Isekai Ittara Honki Dasu                | [ 204 ] |
| 4 tháng 10 – 20 tháng 12       | Tsuki to Laika to Nosferatu                                                                           | Arvo Animation                          | Yokoyama Akitoshi                                     | 12     |                                                         | [ 205 ] |
| 5 tháng 10 – 29 tháng 3, 2022  | Chickip Dancers                                                                                       | Fanworks                                | Rarecho                                               | 11     |                                                         | [ 206 ] |
| 5 tháng 10 – 28 tháng 12       | Kyōkai Senki (phần 1)                                                                                 | Sunrise Beyond                          | Habara Nobuyoshi                                      | 13     |                                                         | [ 207 ] |
| 5 tháng 10 – 21 tháng 12       | Thứ quả tiến hoá: Còn chưa hiểu chuyện gì thì đời tôi đã trở nên vô đối                               | Hotline                                 | Okumura Yoshiaki                                      | 12     | Shinka no Mi: Shiranai Uchi ni Kachigumi Jinsei         | [ 208 ] |
| 6 tháng 10 – 22 tháng 12       | PuraOre: Pride of Orange                                                                              | C2C                                     | Anzai Takebumi                                        | 12     |                                                         | [ 209 ] |
| 6 tháng 10 – 22 tháng 12       | Sát thủ đệ nhất thế giới chuyển sinh thành quý tộc ở thế giới khác                                    | Silver Link Studio Palette              | Tamura Masafumi                                       | 12     | Sekai saikō no ansatsusha, isekai kizoku ni tensei suru | [ 210 ] |
| 6 tháng 10 – 29 tháng 12       | Shin no Nakama janai to Yūsha no Party o Oidasareta node, Henkyō de Slow Life Suru Koto ni Shimashita | Wolfsbane Studio Flad                   | Hoshino Makoto                                        | 13     |                                                         | [ 211 ] |
| 6 tháng 10 – 22 tháng 12       | takt op. Destiny                                                                                      | MAPPA Madhouse                          | Itou Yuuki                                            | 12     |                                                         | [ 212 ] |
| 7 tháng 10 – 23 tháng 12       | Komi - Nữ thần sợ giao tiếp (mùa 1)                                                                   | OLM                                     | Watanabe Ayumu (tổng đạo diễn) Kawagoe Kazuki         | 12     |                                                         | [ 213 ] |
| 7 tháng 10 – 23 tháng 12       | Muv-Luv Alternative                                                                                   | Yumeta Company Graphinica               | Nishimoto Yukio                                       | 12     |                                                         | [ 214 ] |
| 7 tháng 10 – 23 tháng 12       | Sakugan                                                                                               | Satelight                               | Jun'ichi Wada                                         | 12     |                                                         | [ 215 ] |
| 8 tháng 10 – 25 tháng 3, 2022  | Platinum End                                                                                          | Signal.MD                               | Hideya Takahashi                                      | 24     |                                                         | [ 216 ] |
| 8 tháng 10 – 25 tháng 12       | Visual Prison                                                                                         | A-1 Pictures                            | Furuta Takeshi (tổng đạo diễn) Tanaka Tomoya          | 12     |                                                         | [ 217 ] |
| 9 tháng 10 – 25 tháng 12       | Câu chuyện cổ tích của thiếu nữ thời Taisho                                                           | SynergySP                               | Jun Hatori                                            | 12     | Taishō otome otogibanashi                               | [ 218 ] |
| 9 tháng 10 – 3 tháng 1, 2022   | Saihate no Paladin                                                                                    | Children's Playground Entertainment     | Nobuta Yuu                                            | 12     |                                                         | [ 219 ] |
| 10 tháng 10 – 26 tháng 12      | Build Divide -#00000 (Code Black)- (phần 1)                                                           | Liden Films                             | Komada Yuki                                           | 12     |                                                         | [ 220 ] |
| 10 tháng 10 – 26 tháng 12      | Câu chuyện về Senpai đáng ghét của tôi                                                                | Doga Kobo                               | Itou Ryota                                            | 12     | Senpai ga uzai kōhai no hanashi                         | [ 221 ] |
| 10 tháng 10 – 26 tháng 12      | Shikizakura                                                                                           | Sublimation                             | Sugai Shinya Kurosaki Gō                              | 12     |                                                         | [ 222 ] |
| 10 tháng 10 – 27 tháng 3, 2022 | Lupin III Part 6 (phần 1)                                                                             | TMS Entertainment                       | Suganuma Eiji                                         | 24     |                                                         | [ 223 ] |
| 10 tháng 10 – 23 tháng 1, 2022 | World Trigger (mùa 3)                                                                                 | Toei Animation                          | Hatano Morio                                          | 14     |                                                         | [ 224 ] |
| 11 tháng 10 – 27 tháng 12      | Thiếu nữ cấp nguồn ở thế giới đảo lộn                                                                 | Lerche                                  | Andō Masaomi                                          | 12     | Gyakuten sekai no denchi shōjo                          | [ 225 ] |
| 11 tháng 10 – 27 tháng 12      | Tōshinki G's Flame                                                                                    | Seven Stone                             | Cung Chấn Hoa                                         | 12     |                                                         | [ 226 ] |
| 13 tháng 10 – 29 tháng 12      | Kaginado (mùa 1)                                                                                      | Liden Films Kyoto Studio                | Sakamoto Kazuya                                       | 12     |                                                         | [ 227 ] |
| 15 tháng 10 – 31 tháng 12      | 180-Byō de Kimi no Mimi o Shiwase ni Dekiru ka?                                                       | Ekachi Epilka Indivision                | Kasai Yoshinobu                                       | 12     |                                                         | [ 228 ] |
| 15 tháng 10 – 25 tháng 3, 2022 | Ōsama Ranking                                                                                         | Wit Studio                              | Fuchigami Makoto Hatta Yousuke                        | 24     |                                                         | [ 229 ] |
| 4 tháng 12 – nay               | Detective Conan: Wild Police Story - Học viện cảnh sát                                                | TMS Entertainment                       | Yamamoto Yasuichiro (tổng đạo diễn) Kamanaka Nobuharu | 4      | Meitanei Conan: Keisatsu Gakkō-hen – Wild Police Story  | [ 230 ] |
| 5 tháng 12 – 13 tháng 2, 2022  | Thanh gươm diệt quỷ: Kỹ Viện Trấn                                                                     | Ufotable                                | Sotozaki Haruo                                        | 11     | Kimetsu no Yaiba: Yuukaku-hen                           | [ 231 ] |
| 6 tháng 12 – 17 tháng 12       | Kanashiki Debu Neko-chan                                                                              | Cyclone Graphics                        | Katō Michiya                                          | 10     |                                                         | [ 232 ] |
| 31 tháng 12                    | Mahōka Kōkō no Rettōsei: Tsuioku-hen                                                                  | 8-Bit                                   | Yoshida Rikaso                                        | 1      |                                                         | [ 233 ] |
| 31 tháng 12                    | Sorairo Utility                                                                                       | Yostar Pictures                         | Saitō Kengo                                           | 1      |                                                         | [ 234 ] |

## ONA
| Ngày phát hành               | Tựa đề                               | Hãng sản xuất                                                                                              | Đạo diễn | Số tập | Tựa đề gốc                     | Ng      |
| ---------------------------- | ------------------------------------ | --- | --- | ------ | ------------------------------ | ------- |
| 1 tháng 1                    | Yōjo Shachō                          | Project No.9                                                                                               | Iwata Kazuya | 13     |                                | [ 235 ] |
| 2 tháng 1 – 20 tháng 3       | Otona no Bōguya-san (mùa 2)          | IMAGICA Lab                                                                                                | Yamamoto Junichi | 12     |                                | [ 236 ] |
| 14 tháng 2 – 14 tháng 3      | Vlad Love                            | Drive | Oshii Mamoru (tổng đạo diễn) Nishimura Junji                                                                                      | 12     |                                | [ 237 ] |
| 25 tháng 2                   | Tenkū Shinpan                        | Zero-G | Takata Masahiro | 12     |                                | [ 238 ] |
| 4 tháng 3                    | Pacific Rim: Vùng tối                | Polygon Pictures                                                                                           | Hiroyuki Hayashi Jae-hong Kim | 7      | Pacific Rim: Ankoku no tairiku | [ 239 ] |
| 7 tháng 3                    | Oshiete Hokusai!: The Animation      | CoMix Wave Films                                                                                           | Naoto Iwakiri | 10     |                                | [ 240 ] |
| 18 tháng 3                   | B: The Beginning Succession          | Production I.G                                                                                             | Kazuto Nakazawa (tổng đạo diễn) Itsuro Kawasaki                                                                                   | 6      |                                | [ 241 ] |
| 20 tháng 3 – 3 tháng 4       | Powerful Pro Yakyū Powerful Kōkō-hen | CloverWorks                                                                                                | Tetsuaki Watanabe | 4      |                                | [ 242 ] |
| 1 tháng 4 – 17 tháng 6       | Hetalia: World Stars                 | Studio Deen                                                                                                | Watanabe Hiroshi | 12     |                                | [ 243 ] |
| 2 tháng 4 –                  | Beyblade Burst Dynamite Battle       | OLM | Jin Gu Ou |        |                                | [ 244 ] |
| 8 tháng 4                    | Đạo làm chồng đảm (phần 1)           | J.C.Staff                                                                                                  | Chiaki Kon | 5      | Gokushufudō                    | [ 245 ] |
| 16 tháng 4 – 12 tháng 9      | Yoru no Kuni                         | Studio Daisy                                                                                               | Sawa Ryōsuke | 6      |                                | [ 246 ] |
| 29 tháng 4                   | Yasuke                               | MAPPA | Takeshi Satou (tổng đạo diễn) LeSean Thomas                                                                                       | 6      |                                | [ 247 ] |
| 30 tháng 4                   | Ningen Kaishūsha                     | | |        |                                | [ 248 ] |
| 25 tháng 5                   | Etotama                              | Shirogumi Encourage Films                                                                                  | Fumitoshi Oizaki | 1      |                                | [ 249 ] |
| 27 tháng 5                   | Eden                                 | Qubic Pictures CGCG Studio Inc.                                                                            | Yasuhiro Irie | 4      |                                | [ 250 ] |
| 28 tháng 5 – 6 tháng 9       | ArtisWitch                           | Sunrise | Kazuma Ikeda | 6      |                                | [ 251 ] |
| 17 tháng 6                   | Đại chiến người và thần              | Graphinica                                                                                                 | Masao Ōkubo | 12     | Shūmatsu no Valkyrie           | [ 252 ] |
| 8 tháng 7 – 4 tháng 1, 2022  | Resident Evil: Infinite Darkness     | TMS Entertainment Quebico                                                                                  | Eiichirō Hasumi | 4      |                                | [ 253 ] |
| 20 tháng 7 – 4 tháng 1, 2022 | Assault Lily Fruits                  | Shaft | Saeki Shouji | 13     |                                | [ 254 ] |
| 9 tháng 9 – 23 tháng 12      | Pokémon Evolutions                   | OLM | Tomiyasu Daiki | 8      |                                | [ 255 ] |
| 16 tháng 9 – 25 tháng 9      | Heike Monogatari                     | Science SARU                                                                                               | Yamada Naoko | 11     |                                | [ 256 ] |
| 20 tháng 9 – 6 tháng 12      | Cố lên Doukichan                     | Atelier Pontdarc                                                                                           | Koga Kazuomi | 13     | Ganbare Dōki-chan              | [ 257 ] |
| 20 tháng 9 – 6 tháng 12      | Tawawa vào mỗi thứ hai S2            | Yokohama Animation Laboratory                                                                              | Ogawa Yuki | 12     | Getsuyōbi no Tawawa            | [ 258 ] |
| 22 tháng 9                   | Star Wars: Visions                   | - Geno Studio - Kamikaze Douga - Kinema Citrus - Production I.G - Science SARU - Studio Colorido - Trigger | Igarashi Yuki Mizuno Takanobu Haha Hitoshi Kamiyama Kenji Choi Eunyoung Abel Góngora Kimura Taku Imaishi Hiroyuki Otsuka Masahiko | 9      |                                | [ 259 ] |
| 30 tháng 9                   | Hanma Baki                           | TMS Entertainment                                                                                          | | 12     |                                | [ 260 ] |
| 7 tháng 10                   | Đạo làm chồng đảm (phần 2)           | J.C.Staff                                                                                                  | Chiaki Kon | 5      | Gokushufudō                    | [ 261 ] |
| 19 tháng 10 – 23 tháng 11    | Gundam Breaker Battlogue             | Sunrise | Ōbari Masami | 6      |                                | [ 262 ] |
| 25 tháng 11                  | Biệt đội siêu gian                   | Bones | Hori Monotobu | 13     | Super Crooks                   | [ 263 ] |
| 1 tháng 12 –                 | JoJo no Kimyō na Bōken: Stone Ocean  | David Production                                                                                           | Suzuki Kenichi (tổng đạo diễn) Kato Toshiyuki                                                                                     |        |                                | [ 264 ] |
| 16 tháng 12 –                | Aggressive Retsuko (mùa 4)           | Fanworks                                                                                                   | Rareko | 10     |                                | [ 265 ] |
| 20 tháng 12 – 27 tháng 12    | Oni no Hanayome wa Taberaretai       | Magia | | 2      |                                | [ 266 ] |
| 28 tháng 12 –                | The Missing 8                        | Wit Studio                                                                                                 | Yoshibe Naoki |        |                                | [ 267 ] |

## OVA
| Ngày phát hành                 | Tựa đề                                                       | Hãng sản xuất       | Đạo diễn           | Số tập | Ng      |
| ------------------------------ | ------------------------------------------------------------ | ------------------- | ------------------ | ------ | ------- |
| 20 tháng 1                     | Planetarian: Snow Globe                                      | Okuruto Noboru      | Tamamura Jin       | 1      | [ 268 ] |
| 26 tháng 2 – 14 tháng 10       | Wotaku ni Koi wa Muzukashii                                  | Lapin Track         | Takano Yayoi       | 2      | [ 269 ] |
| 1 tháng 3                      | Saezuru Tori wa Habatakanai                                  | Grizzly             | Makita Kaori       | 1      | [ 270 ] |
| 3 tháng 3                      | Alice in Deadly School                                       | Hoods Entertainment | Yamauchi Shigeyasu | 1      | [ 271 ] |
| 28 tháng 4                     | Dungeon ni deai o motomeru no wa machigatteiru darō ka?      | J.C.Staff           | Tachibana Hideki   | 1      | [ 272 ] |
| 19 tháng 5                     | Kaguya-sama wa kokurasetai                                   | A-1 Pictures        | Hatakeyama Mamoru  | 1      | [ 273 ] |
| 7 tháng 5 – 2 tháng 6          | Jaku-chara Tomozaki-kun                                      | Project No.9        | Yanagi Shinsuke    | 2      | [ 274 ] |
| 2 tháng 6 – 29 tháng 9         | Fate/Grand Carnival                                          | Lerche              | Kishi Seiji        | 2      | [ 275 ] |
| 4 tháng 7                      | Isekai Cheat Magician: Yoiboshi no Matsuri to Majutsushi     | Encourage Films     | Tsukushi Daisuke   | 1      | [ 276 ] |
| 28 tháng 7                     | Yuru Camp: Tabi-suru Shima Rin                               | C-Station           | Kyōgoku Yoshiaki   | 1      | [ 277 ] |
| 18 tháng 8                     | Tonikaku Kawaii ~SNS~                                        | Seven Arcs          | Ikehata Hiroshi    | 1      | [ 278 ] |
| 10 tháng 9                     | Mahō Tsukai no Yome: Nishi no Shōnen to Seiran no Kishi      | Studio Kafka        | Terasawa Kazuaki   | 3      | [ 279 ] |
| 15 tháng 9                     | Alice Gear Aegis: Doki! Actress Darake no Mermaid Grand Prix | Nomad               | Hanai Hirokazu     |        | [ 280 ] |
| 1 tháng 12                     | Given                                                        | Lerche              | Oohashi Akiyo      | 1      | [ 281 ] |
| 24 tháng 12                    | Girls und Panzer: Daikon War!                                |                     |                    | 1      | [ 282 ] |
| 24 tháng 12 – 25 tháng 2, 2022 | Hakuouki: Shinsengumi Kitan                                  | Studio Deen         | Yamasaki Osamu     | 3      | [ 283 ] |

## Mất

### Tháng 2
- Ngày 25 tháng 2: Sagaya Masako, diễn viên lồng tiếng người Nhật (Aim for the Ace!, Nobody's Boy Remi, Perman, Urusei Yatsura), qua đời ở tuổi 83.[284]
- Ngày 27 tháng 2: Saitō Tasuku, nhà sản xuất hoạt hình người Nhật (Gegege no Kitarō, Shōnen Ninja Kaze no Fujimaru, Tiger Mask), qua đời ở tuổi 87.[285]

### Tháng 3
- Ngày 15 tháng 3:
  - Anzai Masahiro, diễn viên lồng tiếng người Nhật (Sailor Moon, Urusei Yatsura), qua đời ở tuổi 66.[286]
  - Otsuka Yasuo, họa sĩ diễn hoạt người Nhật (The Great Adventure of Horus, Prince of the Sun, Future Boy Conan, Lupin III), qua đời ở tuổi 89.[287]

### Tháng 4
- Ngày 16 tháng 4: Hisamatsu Fumio, họa sĩ manga và họa sĩ diễn hoạt người Nhật (Bōken Gabotenjima, Shōnen Ninja Kaze no Fujimaru, Super Jetter), qua đời ở tuổi 77.[288]
- Ngày 17 tháng 4: Kobayashi Osamu, đạo diễn hoạt hình người Nhật (Beck, End of the World, Paradise Kiss, Naruto: Shippuden), qua đời ở tuổi 57.[289]
- Ngày 24 tháng 4: Kikuchi Shunsuke, nhà soạn nhạc người Nhật (Doraemon, Dragon Ball, Dr. Slump, Getter Robo, Tiger Mask), qua đời ở tuổi 89.[290]

### Tháng 5
- Ngày 6 tháng 5: Miura Kentaro, họa sĩ manga người Nhật (Berserk), qua đời ở tuổi 54.[291]
- Ngày 30 tháng 5: Nagashima Haruka, nữ diễn viên lồng tiếng người Nhật (Shiki, Sparrow's Hotel, Idol Incidents), qua đời ở tuổi 33.[292]

### Tháng 8
- Ngày 17 tháng 8: Suda Masami, họa sĩ diễn hoạt và nhà thiết kế người Nhật (Hokuto no Ken, Slam Dunk, Speed Racer), qua đời ở tuổi 77.[293]

### Tháng 9
- Ngày 8 tháng 9: Yamamoto Eiichi, đạo diễn và nhà biên kịch người Nhật (Jungle Taitei, Cleopatra, Kanashimi no Beradonna), qua đời ở tuổi 80.[294]
- Ngày 24 tháng 9: Saitō Takao, họa sĩ manga người Nhật (Golgo 13), qua đời ở tuổi 84.[295]
- Ngày 30 tháng 9: Sugiyama Koichi, nhà soạn nhạc người Nhật (Cyborg 009, Densetsu Kyojin Ideon, Dragon Quest -Dai no Daibōken-), qua đời ở tuổi 90.[296]

### Tháng 10
- Ngày 21 tháng 10: Sugimoto Saori, diễn viên lồng tiếng người Nhật (Shima Shima Tora no Shimajirō, Nintama Rantarō, Mobile Suit Gundam Wing) qua đời ở tuổi 58.[297]
- Ngày 29 tháng 10: Ota Yoshiko, diễn viên lồng tiếng người Nhật (Jungle Taitei, Himitsu no Akko-chan, Ribon no Kishi), qua đời ở tuổi 89.[298]

### Tháng 11
- Ngày 5 tháng 11: Yoshimoto Kinji, họa sĩ diễn hoạt người Nhật (Arifureta – Từ tầm thường đến bất khả chiến bại, Queen's Blade, Genshiken), qua đời ở tuổi 55.[299]

### Tháng 12
- Ngày 1 tháng 12: Nobumoto Keiko, nhà biên kịch người Nhật (Cowboy Bebop, Wolf's Rain, Tokyo Godfathers), qua đời ở tuổi 57.[300]
- Ngày 3 tháng 12: Yanami Jōji, diễn viên lồng tiếng người Nhật (Inuyasha, One Piece, Dragon Ball Z) và người dẫn chuyện (Dragon Ball), qua đời ở tuổi 90.[301]
- Ngày 8 tháng 12: Mitsutoshi Furuya, họa sĩ manga người Nhật (Dame Oyaji), qua đời ở tuổi 85.[302]
- Ngày 18 tháng 12: Kanda Sayaka, diễn viên lồng tiếng người Nhật (Sword Art Online, 3D Kanojo: Real Girl, Idoly Pride), qua đời ở tuổi 35.[303]